# Profesor Ivo
Anthony Ivo, más conocido como el Profesor Ivo (pronunciado Ay-voh), es un personaje ficticio, un científico loco que aparece en los cómics publicados por DC Comics. Es el creador del villano androide Amazo y, junto con el científico villano T. O. Morrow, el cocreador de la androide Tomorrow Woman. Como resultado de su tanatofobia, Ivo ha utilizado sus propios descubrimientos científicos para volverse casi inmortal e invulnerable, pero esto ha hecho que su apariencia se vuelva monstruosa en el proceso.
Anthony Ivo apareció en la segunda temporada del programa de acción en vivo Arrow y fue interpretado por Dylan Neal.

## Historia de la publicación
El profesor Ivo apareció por primera vez en The Brave and the Bold # 30 (junio de 1960) siendo creado por Gardner Fox y Mike Sekowsky.

## Biografía del personaje
Anthony Ivo creció con un miedo paralizante de la muerte. La idea de terminar su vida era tan grande que incluso evitó el funeral de su madre. Para Ivo, evitar la muerte se convirtió en la obsesión de su vida. Ivo se dedicó a estudiar cibernética y pronto se convirtió en un empleado de la organización criminal Locus, donde obtuvo nuevos conocimientos a través de la disección de uno de los Apellaxianos. Utilizó este conocimiento para construir a Amazo. Antes de la Crisis en tierras infinitas, su deseo de perfeccionar Amazo era tan grande que tenía escasos escrúpulos de matar a su propio padre y un completo extraño en beneficio de las plantillas mentales y biológicas que necesitaba para crear el androide. En cualquier caso, durante la Pre y Post-Crisis, que Amazo ataca a la JLA con la esperanza de utilizar sus poderes para imbuirse de la inmortalidad. En la Pre-Crisis trató de usar Amazo para robar criaturas de larga vida. Capturó a la JLA, salvo Batman y Superman, en cilindros llenos de gas, robó sus poderes y los colocó en Amazo. Los poderes le permitieron hacer una poción que le permitiría vivir durante 500 años, y cuando fuese necesario poder hacer más de la poción. Entonces le dijo a Amazo que le quitara sus recuerdos. Sin embargo Linterna Verde recarga su anillo, después de haber usado el gas amarillento-verdoso que había inhalado, luego exhalado para protegerlo del anillo, y extrae los poderes de Amazo y de nuevo a sus dueños legítimos, también devolviéndoles sus recuerdos. Irónicamente al final de la historia Ivo es condenado a 500 años, mientras que Amazo se almacena en la sala de trofeos.
Años más tarde, Ivo descubrió una poción de inmortalidad y la bebió, pero descubrió que la inmortalidad trajo consigo una desfiguración horrible que hizo que su piel fuera escamosa.
 Él culpó de esto a la JLA y entró aún más en locura mientras que atacó a la liga en las ocasiones numerosas.
Un año después, Ivo construyó una isla privada poblada por robots. Allí, Ivo creó "Men In Black" (Hombre de negro), apodado Amazoids, que tenía poderes similares a Amazo. Los Amazoides podrían robar una superpotencia cada uno; lograron robar los poderes de Estrella Roja, Hombre Negativo, Lar Gand (Valor), Power Girl, Starman y Geo-Fuerza. Sin embargo, esta vez el objetivo de Ivo no era la venganza, sino el suicidio. Ivo se dio cuenta de que la desfiguración no era el efecto secundario; era la inmortalidad. Su cuerpo estaba cada vez más infectado, cada vez más inmóvil, hasta que no sería más que una estatua viviente llena de dolor. Temiendo esto aún más que la muerte, ordenó a los Amazoides que le entregaran todo su poder pero no funcionó. Hielo, simpatizando con él, invocó sin saberlo el poder del Anillo de Poder de Guy Gardner para curarlo.
La experiencia desfiguradora del profesor Ivo no fue suficiente para mantenerlo a salvo de la tentación del suero de la inmortalidad y una vez más trajo su propia deformidad bebiéndola. Como los anillos de Hielo y Linterna Verde habían desaparecido, Ivo aparentemente se entregó a su propio destino horrible y más tarde fue encarcelado. Más adelante, él formaría una sociedad con el científico enojado y compañero T. O. Morrow, construyendo la poderosa superheroína mecanizada llamada Tomorrow Woman como una trampa para limpiar la mente de la JLA con un pulso electromagnético. Mientras ambos hombres se peleaban y bromeaban durante todo ese tiempo, formaban una especie de amistad o camaradería, incluso bebiendo un brindis cuando fue encarcelado por la JLA. Sin embargo, T.O. Morrow estaba profundamente molesto por las promesas del profesor Ivo sobre Amazo, y para maldecirlo, lo llevó a la JLA cuando el profesor Ivo planeó usar el androide para escapar. Sin embargo, seguían siendo camaradas de algún tipo y todavía se deleitaban en escupir y estrecharse entre sí.
Más tarde, el casi omnipotente andrófago Hourman buscó al profesor Ivo para que le explicara la naturaleza misma de los androides. Como el padre y precursor de toda la raza, el profesor Ivo le dio la mejor explicación que pudo a cambio de un pequeño conocimiento que el profesor Ivo quería: si moriría o no al final. Hourman le dio una respuesta, a la que el lector no tiene acceso, y dejó a Ivo en su guarida para meditar en ella.
El profesor Ivo regresó recientemente en Crisis Infinita como miembro de la Sociedad Secreta de Supervillanos. Luego apareció en la Liga de la Justicia de América de Brad Meltzer pero esta vez sin desfiguración. Sin embargo, en una pelea con Canario Negro, Arsenal y Linterna Verde, afirma que aún conserva su inmortalidad. En Justice League of América # 4, se revela que él no es el cerebro de los eventos, sino que trabaja para un inteligente Solomon Grundy. Parece que Grundy estaba usando a Ivo para construirle un cuerpo Amazo para vivir para siempre, a pesar de que Grundy ya es inmortal.
La Sociedad Secreta también le asignó recolectar muestras de suelo en Auschwitz, Polonia, que se utilizará para crear el villano de la Mujer Maravilla "Genocidio". El profesor Ivo trae su más nuevo androide "Volcan Rojo" como una ayuda. Durante esta misión, se revela que el profesor Ivo no está de acuerdo en crear al nuevo villano, pero sigue con órdenes a la perspectiva de que otros miembros de la Sociedad Secreta creen un antídoto para su desfiguración física. Después de la Crisis final, estuvo con la Sociedad Secreta de Supervillanos de Chita III.
Después de cansarse del tormento del profesor Ivo, Tornado Rojo coordinó con sus compañeros de la Liga de la Justicia para que su ex creador fuera capturado y encarcelado. Maxwell Lord se acerca más tarde al profesor Ivo con un trabajo para reprogramar a los Hombres de Metal y para ayudar a Lord a construir OMAC Prime, un androide que, al igual que el Amazo original, podría copiar los poderes de cualquier superhéroe que estuviera en su proximidad.

### Legends
Cuando la Liga de la Justicia es derrotada por Brimstone, Ivo los ve en la televisión y decide atacarlos mientras son débiles. Ivo se ha vuelto peligrosamente desquiciado, y ha construido su propio androide psicólogo, aunque lo destruye siempre que no está de acuerdo con él. Para humillar a la Liga de la Justicia que le hizo daño, decide aniquilar a sus reemplazos más jóvenes. Él construye un ejército de androides especializados para matarlos uno a la vez. Luego realizó sus sueños de venganza atacando a los nuevos miembros de la liga, Su primera víctima es Vibe, que es estrangulado a muerte en las calles. Ivo envía un segundo androide para matar a Gitana, pero el androide desarrolla una conciencia y ayuda a Gitana a fingir su propia muerte. Acero es asesinado por otro androide, que se hace pasar por un oficial de policía. El Detective Marciano y Vixen cazan a Ivo hasta su guarida, donde luchan contra un ejército de androides asesinos. Se revela que este Ivo es también un robot. El verdadero Ivo fue encerrado en una celda acolchada por sus propias creaciones, después de que escapó del Manicomio Arkham. Los androides todavía están ligados a sus ondas cerebrales y controlados por sus impulsos trastornados, lo que explica su comportamiento errático. No pueden castigarlo en este estado, y Vixen renuncia debido a estos eventos. Esto marca el final de la Justice League Detroit.

### Salvation Run
También participó en la historia de Salvation Run. Ivo fue enviado al planet Salvation junto con otros supervillanos. Escapó del planeta a través del portal de Lex Luthor.

### Brightest Day
Durante el Día más Brillante, Ivo está mentalmente dominado por el resucitado Maxwell Lord, que utiliza a Ivo para ayudar en su exitosa adquisición de Checkmate. Bajo el control de Lord, Ivo creó el androide OMAC Prime, que combinaba tecnología y habilidades de una diversa colección de fuentes, incluyendo Amazo, los Hombres de Metal, la tecnología OMAC anterior, y otros. Cuando OMAC Prime es brevemente derrotado por la Liga de la Justicia Internacional, Lord se escapa, e Ivo es culpado por la actividad de OMAC.

### Los Nuevos 52
El profesor Ivo aparece en Los Nuevos 52, un reinicio del universo de DC Comics. El primer argumento tiene lugar cinco años en el pasado y detalla el origen de continuidad sobre la Liga de Justicia original. En la parte posterior de la Liga de la Justicia #4 que contiene archivos de empleados de S.T.A.R. Labs, se revela que el profesor Ivo es un hombre de 37 años de edad que se desempeñó como el jefe del departamento de Biología Celular y Estructural en la Universidad de Ivy durante más de una década antes de que fue reclutado por S.T.A.R. Labs, el director de proyectos de laboratorio de la Sala Roja (un nivel 9 de la instalación de S.T.A.R. Labs en Detroit construido para recoger y analizar extranjeros, extraterrestres y tecnología sensible considerada demasiado peligrosa para compartir con el mundo) el Dr. Silas Stone para supervisar los esfuerzos biotecnológicos de S.T.A.R. Labs. Pronto el profesor Ivo se convirtió en el director de Proyecto del Sistema Operativo A-Maze y ha sido pionero en el proceso de patrones orgánicos: los medios de crear tecnología para imitar la vida orgánica hasta un nivel celular, lo que llevó a la creación exitosa de A-Maze OS que imita regeneración celular en la prueba de campo con los ratones.
En consecuencia, un programa de soporte paralelo basado en el diseño de Ivo, el Sistema Operativo B-Maze, fue construido sin el conocimiento de Ivo. Mostrando resultados comparables a los de A-Maze OS. Sin embargo, según los archivos el profesor Ivo es uno de los miembros más impredecibles del equipo del Dr. Stone, desapareciendo durante días a la vez, a menudo consumido por sus proyectos personales que han sido constantemente desaprobados por S.T.A.R. Labs. Ivo sufre de la thanatophobia: un miedo a la muerte. Esto a menudo se manifiesta en los ataques de pánico y el uso de drogas y ha llevado a varios enfrentamientos con los miembros del equipo de Ivo. Silas buscó luego reemplazar a Ivo, llamándolo "una bomba esperando para explotar".
5 años más tarde, Amazo había aparecido oficialmente en Liga de Justicia # 8 siendo derrotado por la Liga de Justicia. Más tarde el jefe de A.R.G.U.S. y el ex enlace del mundo con el coronel de la Liga de Justicia Steve Trevor y su ayudante Etta Candy estaban discutiendo los eventos, diciendo que la lucha de la Liga con Amazo causó millones de dólares en daños y la ciudad está queriendo demandar a alguien, lo que lleva a A.R.G.U.S. para establecer que el daño fue la culpa de Flecha Verde, afirmando que la "Liga de la Justicia" no comete errores.
En breve se revela que Ivo fingió su muerte. Se une a un misterioso villano conocido como el Outsider para establecer una nueva Sociedad Secreta de Supervillanos.

## Poderes y habilidades
El profesor Ivo es un genio criminal y un genio científico. Es responsable de la creación de los androides Amazo y de Tomorrow Woman. También fue capaz de crear un suero de inmortalidad.
El profesor Ivo creó un suero que le proporciona una vida útil extremadamente larga. Sin embargo, el suero ha dejado su cuerpo retorcido y malformado. Como resultado de su suero de "inmortalidad", Ivo ha desarrollado una segunda piel gruesa y resistente. La piel parece ser a prueba de balas, e impenetrable a la mayoría de las formas de energía.

## Androides del profesor Ivo
Los siguientes androides fueron creados por el profesor Ivo:
- Amazo - Un androide nanotecnológico capaz de copiar cualquier habilidad
- Amazoid - Un montón de androides que son similares a Amazo, pero solo pueden copiar una superpotencia.
- Composite Superman - El profesor Ivo lo creó en el reinicio de continuidad como un intento de duplicar los poderes de la liga de la justicia.[15]
- Kid Amazo - Tiene las habilidades de los miembros principales de la Liga, pero solo ha mostrado superfuerza, velocidad, invulnerabilidad, vuelo, calor y visión de rayos X, y un factor de curación acelerado
- Volcán Rojo - Posee habilidades generadoras de calor
- Tomorrow Woman - Es una forma de vida artificial con un cerebro de cuatro lóbulos, que le da increíbles poderes telepáticos y telequinéticos.

## En otros medios

### Televisión

#### Acción real
- Anthony Ivo aparece en la serie Arrow, interpretado por Dylan Neal.[16] En Esta versión es el patrón de la tripulación de un buque llamado Amazo, así como el hecho de que nunca se conoce como "Profesor Ivo" y en su lugar utiliza el título de "Doctor". Está buscando un submarino hundido que contenga un suero creado por el ejército japonés durante la Segunda Guerra Mundial conocido como Mirakuru ("Miracle" en inglés, "Milagro" en español). Su búsqueda lo lleva a la isla de Lian Yu, donde Oliver Queen estuvo varada durante cinco años. Afirma que tiene la intención de "salvar a la raza humana". Sin embargo, una conversación radial entre Ivo y su esposa Jessica indica que pudo haber venido a la isla buscando una cura para su enfermedad no especificada, empeorando.[17] Después de que su mano derecha fuera quitada por Slade Wilson, él comenzó a sufrir el envenenamiento de su sangre, creando la apariencia de piel escamosa en su torso y brazo como lo muestran los cómics. Después de revelar que el Mirakuru podía ser curado, pidió ser asesinado para recibir una muerte rápida; Oliver Queen le disparó poco después.[18]

#### Animación
- El profesor Ivo apareció como un cameo en el episodio de la Liga de la Justicia "Tabula Rasa" como creador de Amazo. Ivo trabajó para LexCorp, pero fue despedido cuando Mercy Graves se hizo cargo de la compañía. Cuando Lex Luthor va a ver a Ivo, ya está muerto (contrario a los cómics, donde tiene longevidad), pero Luthor encuentra Amazo en su lugar. Luthor bromea brevemente diciendo que "... los cigarrillos finalmente te tienen".
- A pesar de no aparecer en la Liga de la Justicia Ilimitada es mencionado varias veces durante la primera temporada al referirse a "Amazo como el androide del profesor Ivo" en los episodio "El regreso", "Despertar a los Muertos" y durante la tercera temporada en el episodio "Divididos Caeremos" Lex Luthor dice estar agradecido por la creación del Profesor Ivo ya que este transferiría su esencia a una replica del androide Amazo creado por el para llegar a se inmortal.
- El profesor Ivo aparece en varios episodios de Young Justice, con la voz de Peter MacNicol.
  - En el episodio "Schooled", Ivo envía Amazo para atacar a la Liga, y posteriormente, a los M.O.N.Q.I. robots para recuperar las partes de Amazo. Superboy lleva a los M.O.N.Q.I. de nuevo a Ivo, quien libera a Amazo sobre él. La pelea termina en la escuela de Robin, donde Superboy destruye Amazo, pero Ivo escapa.
  - En "Terrors", el profesor Ivo hace un cameo como preso la penitenciaria Belle Reve.
  - En "Humanity", el equipo y Zatanna visitan al profesor Ivo en Belle Reve para interrogarlo sobre dónde esta el escondite de T. O. Morrow. Zatanna mágicamente le induce a decir que la base de T.O. Morrow está debajo del parque nacional de Yellowstone, cerca de Old Faithful. Después el profesor Ivo hace contacto con Morrow (quien estaba siendo suplantado por Volcán Rojo) advirtiéndole que el equipo está encabezando su camino.
  - En "Insecurity", Sportsmaster saca al profesor Ivo de Belle Reve mientras un androide de él visita a T.O. Morrow. El profesor Ivo es llevado ante Cerebro y Klarion el niño brujo indicándoles que La mente científica de Morrow está en coma. Ivo, Cerebro y Klarion en la muestra de Starro lograron completar su experimento. Cuando Artemis se estrella en su laboratorio, Klarion usa su magia para irse y a los otros villanos del almacén. El profesor Ivo volvió a Belle Reve donde él agradece a su androide duplicado estar ahí para él mientras estaba ausente.
- El profesor Ivo aparece en DC Nation Shorts expresado por Jason Marsden. En un corto de dos partes con Vibe, crea un andróide de breakdancing llamado Extreme-O para derrotar a Vibe solo para que sea destruido por Vibe.
- El profesor Ivo es referido en el episodio de la Justice League Action "Boo-ray for Bizarro". Su historia de crear Amazo todavía está intacta y Amazo menciona que el profesor Ivo está muerto mientras hace un descanso en un comentario de paz por él.
- Anthony Ivo aparece en Mis aventuras con Superman, con la voz de Jake Green.[19]Esta versión es el CEO de AmazoTech, quien es sospechoso de estar involucrado en actividades ilegales, es atendido por su asistente personal, Alex Luthor en la primera temporada, y desconfía de las intenciones de Superman. Además, él utiliza la armadura Parasite que drena energía y se une temporalmente al Task Force X más adelante en la temporada.

### Película
El profesor Ivo hace una breve aparición en la película Liga de la Justicia: Guerra. Se ve presionando un botón para alertar a la seguridad de los laboratorios S.T.A.R antes de ser capturado por un Parademonio.